# چشمه جونجان
چشمه جونجان در ۲۰ کیلومتری غرب شهر داراب واقع شده‌است. این مکان یکی از گردشگاه‌های مردم و مسافران شهر داراب است.